# Monastero di Sant'Eframo Nuovo

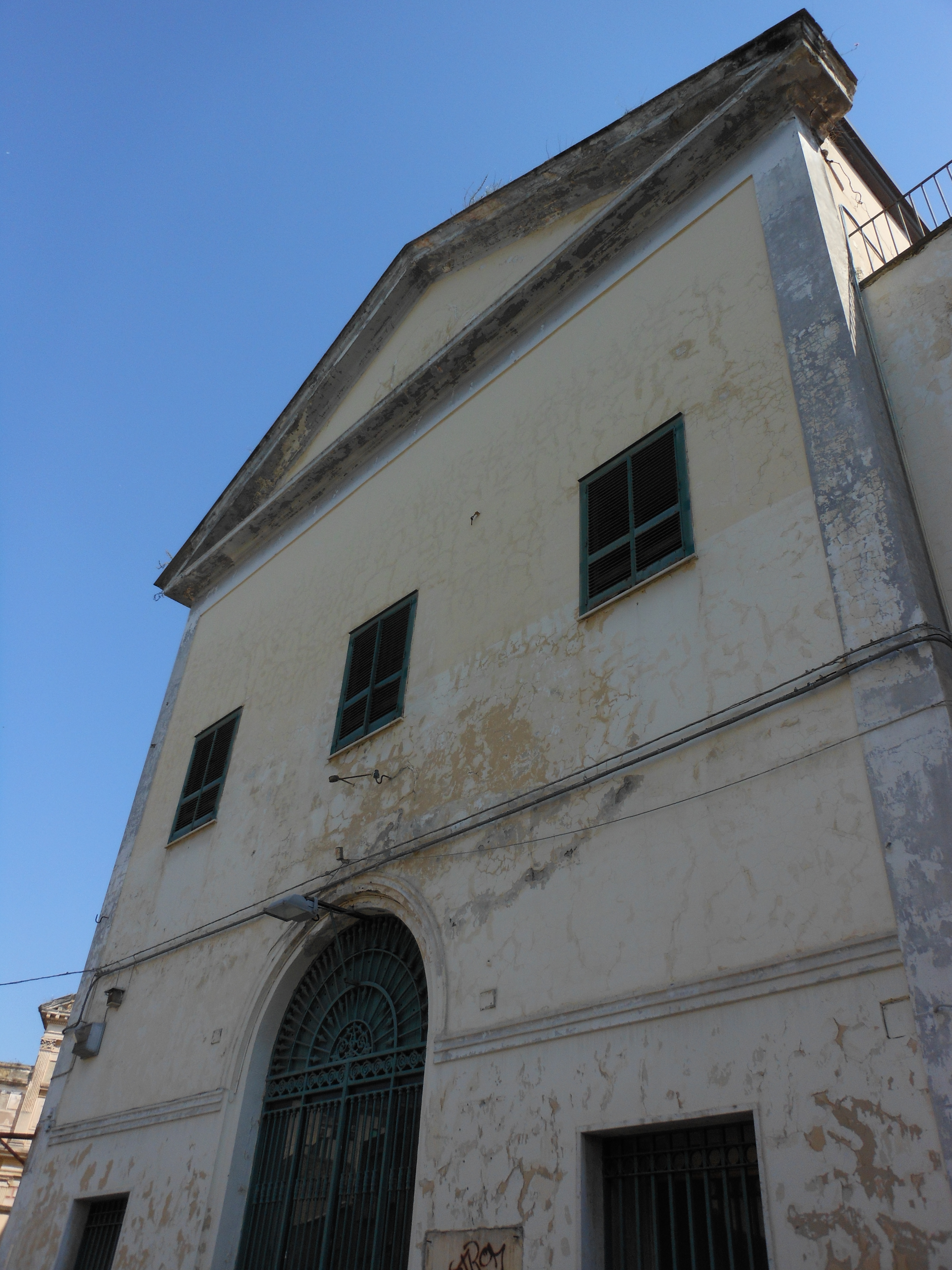
Facciata della chiesa

Il monastero di Sant'Eframo Nuovo (o monastero dell'Immacolata Concezione a Fonseca) è una struttura monumentale di Napoli, che si erge in via Matteo Renato Imbriani (già via Salute), nel rione Materdei.
La denominazione San'Eframo "Nuovo" nasce dal fatto che bisognava distinguerlo da quello situato presso la chiesa di Sant'Eframo Vecchio, più antico, che si erge sul colle della Veterinaria, e che a sua volta ha assunto la denominazione "Vecchio".

## Storia

### L'edificazione
Il monastero nacque nel 1572, su di un fondo, appartenente a Gianfrancesco Di Sangro principe di Sansevero, acquistato dai frati cappuccini grazie alle generose elargizioni della nobildonna napoletana Fabrizia Carafa. L'edificio venne ultimato nei primi decenni dei Seicento. Il progetto originario prevedeva la costruzione di un complesso vastissimo, in quanto voleva essere la sede principale dell'ordine dei frati minori cappuccini nel napoletano; tuttavia l'idea originaria di creare qui la sede dell'ordine venne abbandonata e il progetto ridimensionato. Nonostante ciò il complesso è ugualmente imponente: 160 stanze per i frati, due chiostri, vari cortili, l'orto e le varie aree comuni.
Annesso al monastero vi è l'omonima chiesa, fondata nel 1661. Inoltre i religiosi, giacché l'edificio sorge in una zona salubre, all'interno del comparto urbano una volta chiamato della Salute, utilizzarono la struttura come convalescenziario ed adibirono alcuni ambienti della struttura ad uso farmacia.

### XIX secolo
Il complesso fu gravemente rovinato da un incendio nel 1840 che distrusse quasi ogni cosa; all'interno della chiesa furono perduti gli affreschi della volta, opera di Filippo Andreoli, mentre si salvarono una statua di San Francesco d'Assisi, opera di Giuseppe Sammartino, e una statua della Madonna proveniente dal Brasile (giunta a Napoli nel 1828). Grazie all'interesse dello stesso re, Ferdinando II delle Due Sicilie, la chiesa fu restaurata in pochissimo tempo e riaperta già nel 1841. Oggi lo stile architettonico della struttura rispecchia il gusto neoclassico dell'epoca.
A seguito della politica anticlericale del Regno d'Italia, attuata tramite la liquidazione dell'asse ecclesiastico, nel 1866 il monastero fu soppresso e adattato a caserma.

### Dal XX secolo ad oggi
Dal 1925 il complesso fu destinato a manicomio criminale e poi, dal 1975, ad Ospedale psichiatrico giudiziario; per questi motivi la struttura ha subito forti modifiche per adattarla al meglio alla sua nuova funzione. Dal 2008 l'OPG "Sant'Eframo" non ha più sede nel complesso monastico, ma è stato trasferito presso il Centro Penitenziario di Napoli-Secondigliano.
Caduta in stato di abbandono, dal 2015 la struttura è occupata dal Collettivo Autorganizzato Universitario di Napoli, che ha dato vita a "Ex OPG occupato Je so' pazzo” con lo scopo di far riappropriare la città, e in special modo il quartiere, di un proprio bene.